# Romaric Yapi
Romaric Yapi (13 de julio de 2000) es un futbolista profesional francés que juega como defensa en el club Vitesse de la Eredivisie.

## Carrera profesional

### Paris Saint Germain
Yapi es producto de la Academia Paris Saint-Germain. Jugó en el equipo sub-19 de Thiago Motta en su último año en el club parisino antes de unirse a la academia de Brighton & Hove Albion en Inglaterra. Yapi nunca llegó a jugar como profesional con el París Saint-Germain, pero participó en un partido amistoso contra el Dynamo Dresden el 17 de julio de 2019.[cita requerida]

### Brighton y Hove Albion
El 25 de septiembre de 2019, Yapi debutó como profesional con el Brighton & Hove Albion en una derrota por 3-1 en casa contra Aston Villa en la Copa EFL en lo que finalmente fue su única aparición en la selección absoluta.

### Vitesse
Yapi fichó por el Vitesse de la Eredivisie el 11 de julio de 2021 tras dos años en Inglaterra. Debutó el 15 de agosto en el partido inaugural de la temporada 2021-22, entrando como suplente en el minuto 86 para ayudar a cerrar el partido en una victoria a domicilio por 1-0 en el PEC Zwolle. Una semana más tarde fue titular y debutó en casa en la derrota por 3-0  contra Willem II.

## Vida personal
Yapi nació en Évry en la región de Île-de-France de Francia. Es de origen marfileño.